# Pucká zátoka
Pucká zátoka, polsky Zatoka Pucka, kašubsky Pùckô Hôwinga a německy Putziger Wiek, je mělká zátoka Baltského moře nacházející se mezi částí Kašubského pobřeží, Helskou kosou a Gdaňským zálivem. Nalézá se v Pomořském vojvodství v severním Polsku.

## Ochrana přírody Pucké zátoky
Podstatná část Pucké zátoky je součástí Nadmořskho krajinného parku. Významné přírodní lokality:
- Rezerwat Przyrody Kępa Redłowska
- Rezerwat Przyrody Mechelińskie Łąki
- Přírodní rezervace Beka
- Rezerwat Przyrody Słone Łąki
- Torfowe Kłyle

## Další informace
Rewská kosa a písečná mělčina Rybitwia Mielizna (nazývaná také Mewia Rewa) dělí Puckou zátoku na vnitřní část (mělčí, součást chráněné oblasti Nadmorski Park Krajobrazowy) a vnější část (hlubší, sousedící s Gdaňským zálivem). Jedenkrát ročně je přes mělčinu Rybitwia Mielizna otevřená stezka pochodu mělkou vodou Marsz Śledzia (česky Pochod sleďů) z Rewy do Kuźnice na poloostrově Hel, která je hluboká jen v jednom místě. Stezka má délku cca 10 km.
Hranice mezi Puckou zátokou a Gdaňským zálivem není jednoznačně definována. Města pobřeží Puckého zálivu jsou Puck, Jastarnia, Hel, Władysławowo a částečně Gdyně. Na dně Pucké zátoky jsou bohatá ložiska potašových solí. Největším přítokem Puckého zálivu je řeka Reda. Místo je hojně využíváno k vodním sportům a v zimě zamrzá.

## Galerie

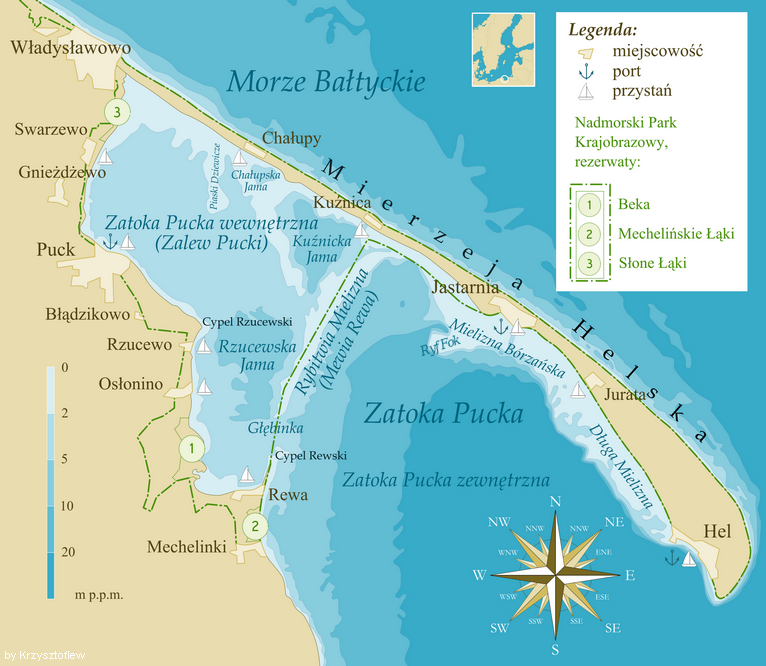
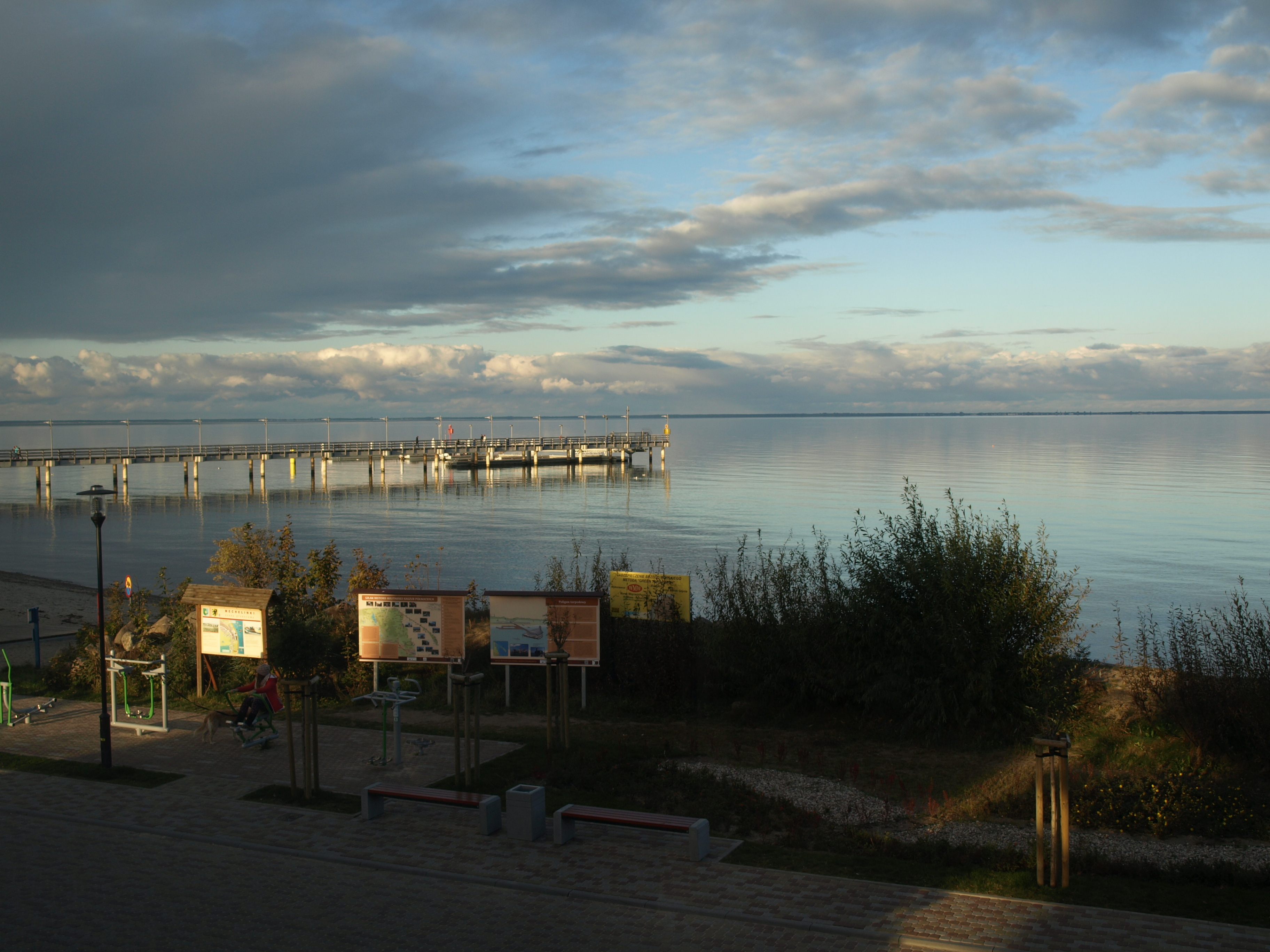
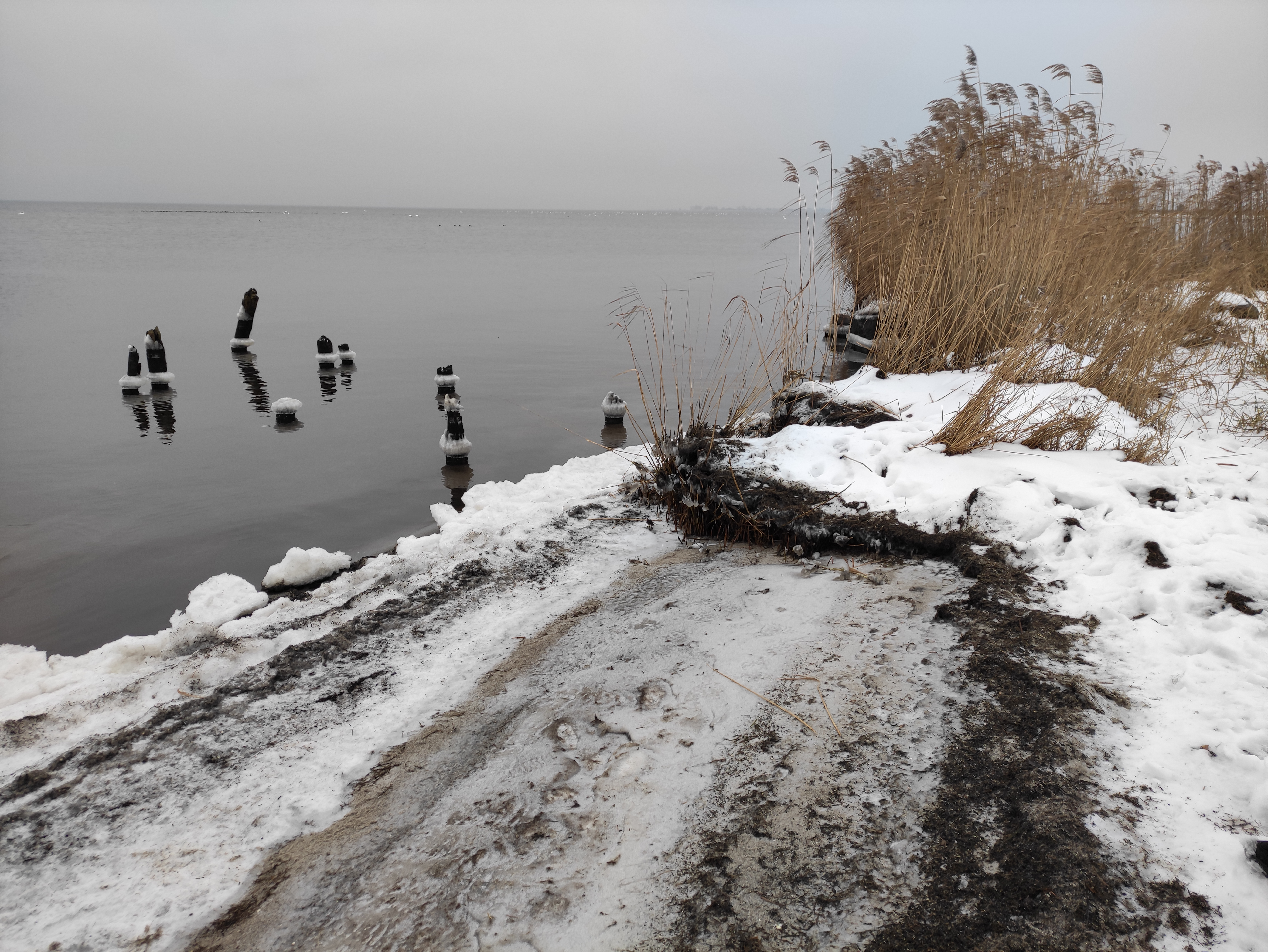
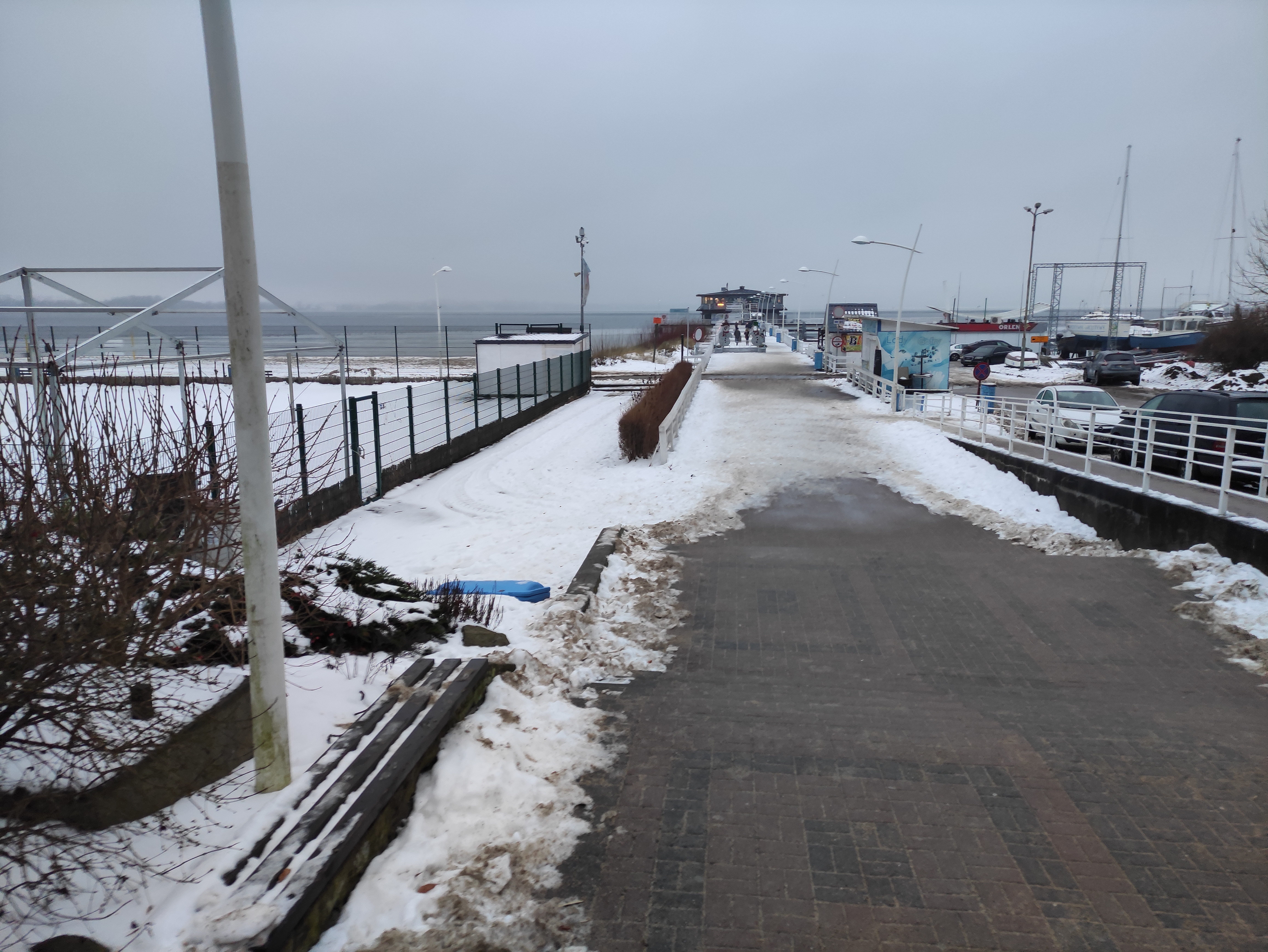